# キャサリン・ホール・ペイジ
キャサリン・ホール・ペイジ（Katherine Hall Page、1947年7月7日 - ）は、アメリカ合衆国の推理作家。
料理名人フェイス・フェアチャイルドシリーズの第1作「待ち望まれた死体(The Body in the Belfry)」で、1990年度アガサ賞最優秀処女長篇賞を受賞。

## 著作
- フェイス・フェアチャイルドシリーズ（訳：沢万里子、扶桑社ミステリー） 
  - 『待ち望まれた死体』(The Body in the Belfry)
  - 『フェイス、映画を料理する』(The Body in the Cast)
  - 『キルトにくるまれた死体』(The Body in the Basement)
  - 『湿地に横たわった死体』(The Body in the Bog)
  - 『アパルトマンから消えた死体』(The Body in the Vestibule)
  - 『海草をまとった死体』(The Body in the Kelp)
  - 『スープ鍋につかった死体』(The Body in the Bouillon)
  - The Body in the Fjord
  - The Body in the Bookcase
  - The Body in the Big Apple
  - The Body in the Moonlight
  - The Body in the Bonfire
  - The Body in the Lighthouse
  - The Body in the Attic
  - The Body in the Snowdrift
  - The Body in the Ivy
  - The Body in the Gallery
  - The Body in the Sleigh